# ブリタニック (客船・初代)
ブリタニック (SS Britannic) は、1874年に建造された客船。3隻の「ブリタニック」のなかで、最初に「ブリタニック」と命名された船である。

## 概要
ブリタニックは1874年に建造され、ホワイト・スター・ラインが所有していた（ブリタニックは三隻ともホワイト・スター・ラインの所有である）。
ブリタニックは蒸気船だったが、補助用の帆も備え付けられていた。進水直前に当初の船名「ヘレニック」から「ブリタニック」と改名された。なお、姉妹船にゲルマニックが存在する。
当初は移民の移動に使われ、1876年にブルーリボン賞を受賞、その後30年間客船として使用された。

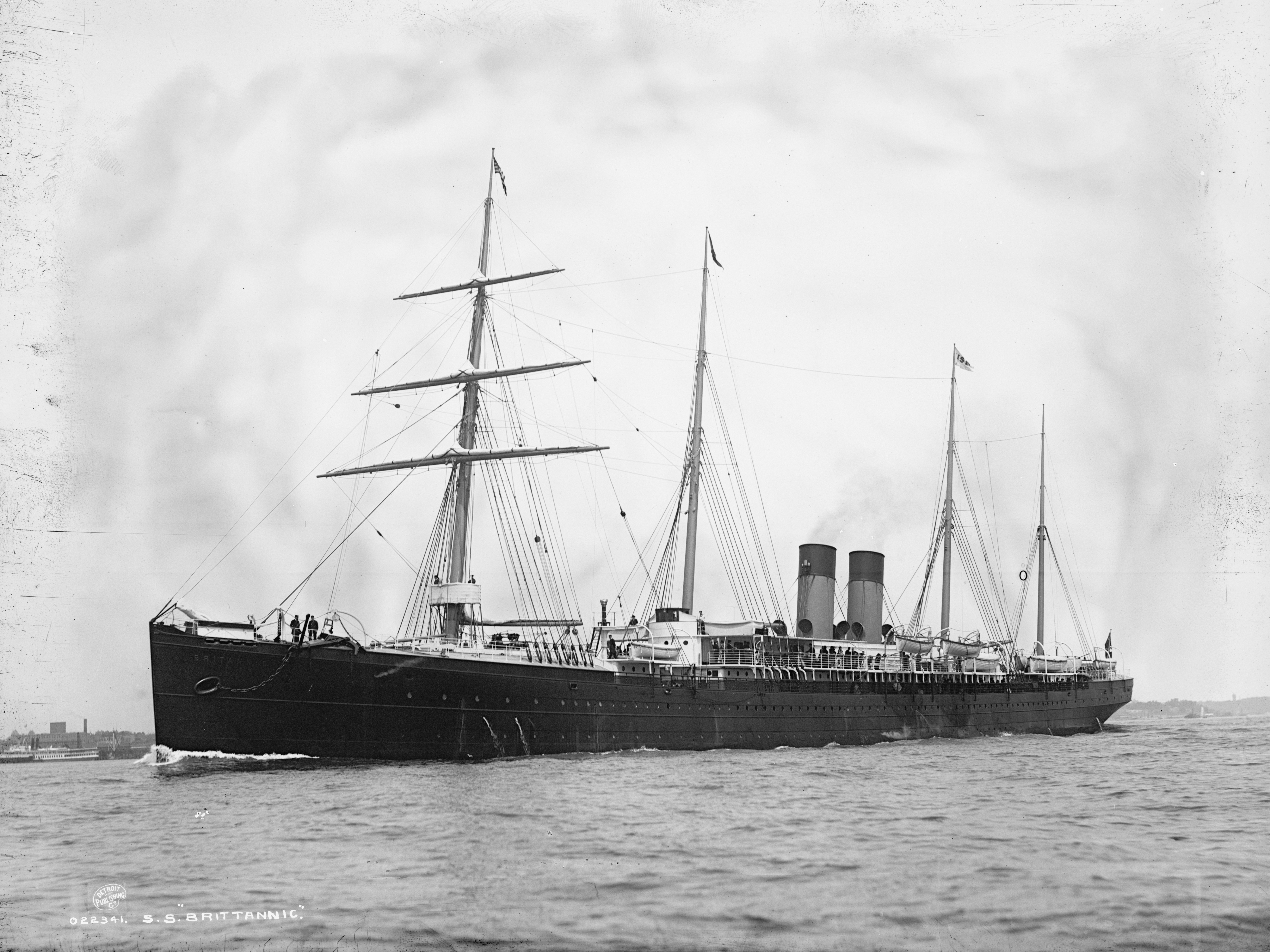
ブリタニック
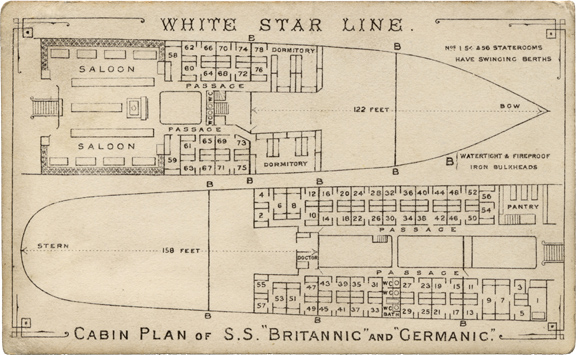
設計図

## 事故
1887年5月19日、午後5時25分、ニュージャージー州の東海岸沖350マイルで、霧のために客船セルティックとほぼ直角に衝突、セルティックは衝撃でバウンドして合計3回衝突した後ブリタニックの後方を通過した。ブリタニックの三等客6名が即死、他に6名が行方不明になり（この6名は後に発見される）、両船ともに大きく損傷した。
船の沈没を恐れて乗客はパニックに陥り一斉に救命ボートに押しかけたため、船長は銃による威嚇射撃で混乱を鎮めた。女性・子供優先で避難を開始し救命ボートが数隻降ろされたが、沈没の恐れがないことが判明し、ボートは引き返した。そして翌朝、マレンゴとブリティッシュ・クイーンが援護に到達、4隻はニューヨーク港に移動した。